# السفارة السعودية في أوزبكستان
سفارة المملكة العربية السعودية في أوزبكستان، هي بعثة دبلوماسية سعودية تقع في العاصمة طشقند ويترأس البعثة سفير خادم الحرمين الشريفين يوسف العتيبي. العنوان: منطقة بكة سراي-شارع بابور 3-أ طريق المطار الرئيسي مقابل حديقة بابور.

## وصلات خارجية
- موقع سفارة المملكة العربية السعودية في أوزبكستان
- وزارة الخارجية السعودية (بالعربية)
- Ministry of Foreign Affairs of Kingdom of Saudi Arabia (بالإنجليزية)